# Новое Шептахово
Но́вое Шепта́хово (чув. Ҫӗнӗ Мӑнтӑр) — деревня в Урмарском районе Чувашской Республики. В рамках организации местного самоуправления входит с 2023 года в Урмарский муниципальный округ, до 2023 года — в Большечакинское сельское поселение. Население 352 человека (2015), преимущественно чуваши.

## География
Расположена в северо-восточной части региона, в пределах Чувашского плато, на правом берегу р. Малый Аниш, на расстоянии 60 км от Чебоксар, 6 км до райцентра Урмары.

### Климат
В деревне, как и во всём районе, климат умеренно континентальный с продолжительной холодной зимой и довольно тёплым сухим летом. Средняя температура января −13 °C; средняя температура июля 18,7 °C. За год выпадает в среднем 400 мм осадков, преимущественно в тёплый период. Территория относится к I агроклиматическому району Чувашии и характеризуется высокой теплообеспеченностью вегетационного периода: сумма температур выше +10˚С составляет здесь 2100—2200˚.

## История
Является выселком деревни Старое Шептахово. Население деревни до 1866 года составляли государственные крестьяне, которые занимались земледелием и животноводством. В 1920-е годы действовали кузнечное, бондарное и портняжное производства, имелась водяная мельница.

### Административно-территориальная принадлежность
До 1927 года деревня находилась в составе Цивильского уезда, после — в составе Урмарского района.
Входила (с 2004 до 2023 гг.) в состав Большечакинского сельского поселения муниципального района Урмарский район.
К 1 января 2023 года обе муниципальные единицы упраздняются и деревня входит в Урмарский муниципальный округ.

## Население
| 2010 | 2012 | 2015 |
| ---- | ---- | ---- |
| 367  | ↗402 | ↘352 |

## Известные уроженцы, жители
Леонтьев, Анатолий Михайлович (15.2.1937, д. Новое Шептахово — 17.6.2007, Чебоксары) — государственный деятель, в 1990—1991 — председатель Верховного Совета Чувашской АССР.

## Инфраструктура
Личное подсобное хозяйство. Основа экономики — сельское хозяйство 

## Транспорт
Деревня доступна автотранспортом.